# Žeravac
Žeravac (cyr. Жеравац) – wieś w Bośni i Hercegowinie, w Republice Serbskiej, w gminie Derventa. W 2013 roku liczyła 151 mieszkańców.